# Dury (województwo warmińsko-mazurskie)
Dury (niem. Döhringshof) – osada w Polsce położona w województwie warmińsko-mazurskim, w powiecie ostródzkim, w gminie Morąg.
W latach 1975–1998 miejscowość administracyjnie należała do województwa olsztyńskiego. Miejscowość leży w historycznym regionie Prus Górnych.
Wieś wzmiankowana w dokumentach z roku 1850 jako dwór na 8 włókach. W roku 1858 we wsi w dwóch gospodarstwach domowych było 24 mieszkańców. W latach 1937-1939 ludność liczono łącznie z Moragiem. W roku 1973 jako osada Dury należały do powiatu morąskiego, gmina i poczta Morąg.